# Ana Jara Martinez
 (juillet 2017).
Si vous disposez d'ouvrages ou d'articles de référence ou si vous connaissez des sites web de qualité traitant du thème abordé ici, merci de compléter l'article en donnant les références utiles à sa vérifiabilité et en les liant à la section « Notes et références ».
Ana Jara Martinez née le 17 novembre 1995  à Valence en Espagne, est une gymnaste, danseuse, chanteuse et actrice espagnole. Elle est devenue célèbre grâce à la série argentine Soy Luna diffusée sur Disney Channel où elle a interprété le rôle de Jim.

## Biographie
Elle a commencé dans la comédie musicale pour enfants et dans la production régionale de Hoy no me puedo levantar.Ana a fait comme danse du "rock sauté","Dirty Dancing","BreakDance","Danse Classique",et du "moderne jazz"

## Filmographie
2016 - 2018 : Soy Luna : Jimena "Jim" Medina

## Discographie
| Année | Titre | Album               |
| ----- | --- | ------------------- |
| 2016  | . Sobre ruedas (avec Karol Sevilla, Katja Martínez, Valentina Zenere, Malena Ratner & Chiara Parravicini) . Camino (avec le cast de Soy Luna) | Soy Luna            |
| 2016  | . Vuelo (avec le cast de Soy Luna) . A rodar mi vida (avec le cast de Soy Luna) .Alas (Radio Disney Vivo) (avec le cast de Soy Luna) | Música en ti        |
| 2017  | . Valiente (avec le cast de Soy Luna) . Honey Funny (avec Chiara Parravicini & Jorge Lopez) . Cuenta Conmigo (avec le cast de Soy Luna) . Footloose (avec le cast de Soy Luna) . Siempre Juntos (Version Groupal) (avec le cast de Soy Luna) | La vida es un sueño |
| 2018  | . Modo Amar (avec Karol Sevilla, Ruggero Pasquarelli, Malena Ratner, Katja Martínez, Carolina Kopelioff, Jorge López, Chiara Parravicini, Michael Ronda, Lionel Ferro & Gastón Vietto) . Despierta mi Mundo (avec Karol Sevilla, Ruggero Pasquarelli, Michael Ronda, Chiara Parravicini, Malena Ratner & Katja Martínez) . Si Lo Sueñas Claro (avec Karol Sevilla, Ruggero Pasquarelli, Michael Ronda, Gastón Vietto, Lionel Ferro, Jandino, Carolina Kopelioff, Jorge López, Chiara Parravicini, Malena Ratner & Katja Martínez) . Mano a Mano (avec Karol Sevilla, Malena Ratner, Chiara Parravicini, Valentina Zenere, Carolina Kopelioff & Katja Martínez) . Borrar Tu Mirada (avec Karol Sevilla, Chiara Parravicini & Carolina Kopelioff) . Todo Puede Cambiar (avec le cast de Soy Luna) | Modo Amar           |

## Tournée
- Soy Luna en Concierto (2017)
- Soy Luna Live (2018)
- Soy Luna en Vivo (2018)